# Onze-Lieve-Vrouw Hemelvaartkerk (Leiden)
De Onze-Lieve-Vrouw Hemelvaartkerk (ook wel "Mon Pèrekerk" genoemd) was een rooms katholieke kerk in de Nederlandse stad Leiden.
De zogenaamde waterstaatskerk stond aan de Haarlemmerstraat en werd in 1839 gebouwd naar een ontwerp van architect Theo Molkenboer in neogotische stijl.
In 1934 werd de kerk gesloten en omgebouwd tot zwembad "De Overdekte". De parochie werd samengevoegd met die van de St. Josephkerk. Elementen als het doopvont van de Mon Père zijn bewaard gebleven in de Josephkerk. 
Het gebouw van de voormalige Onze-Lieve-Vrouw Hemelvaartkerk werd in 1979 gesloopt. Bij de sloop werd achter de betimmering nog een vijftal religieuze schilderijen ontdekt, die overgebracht werden naar het stedelijk museum De Lakenhal.

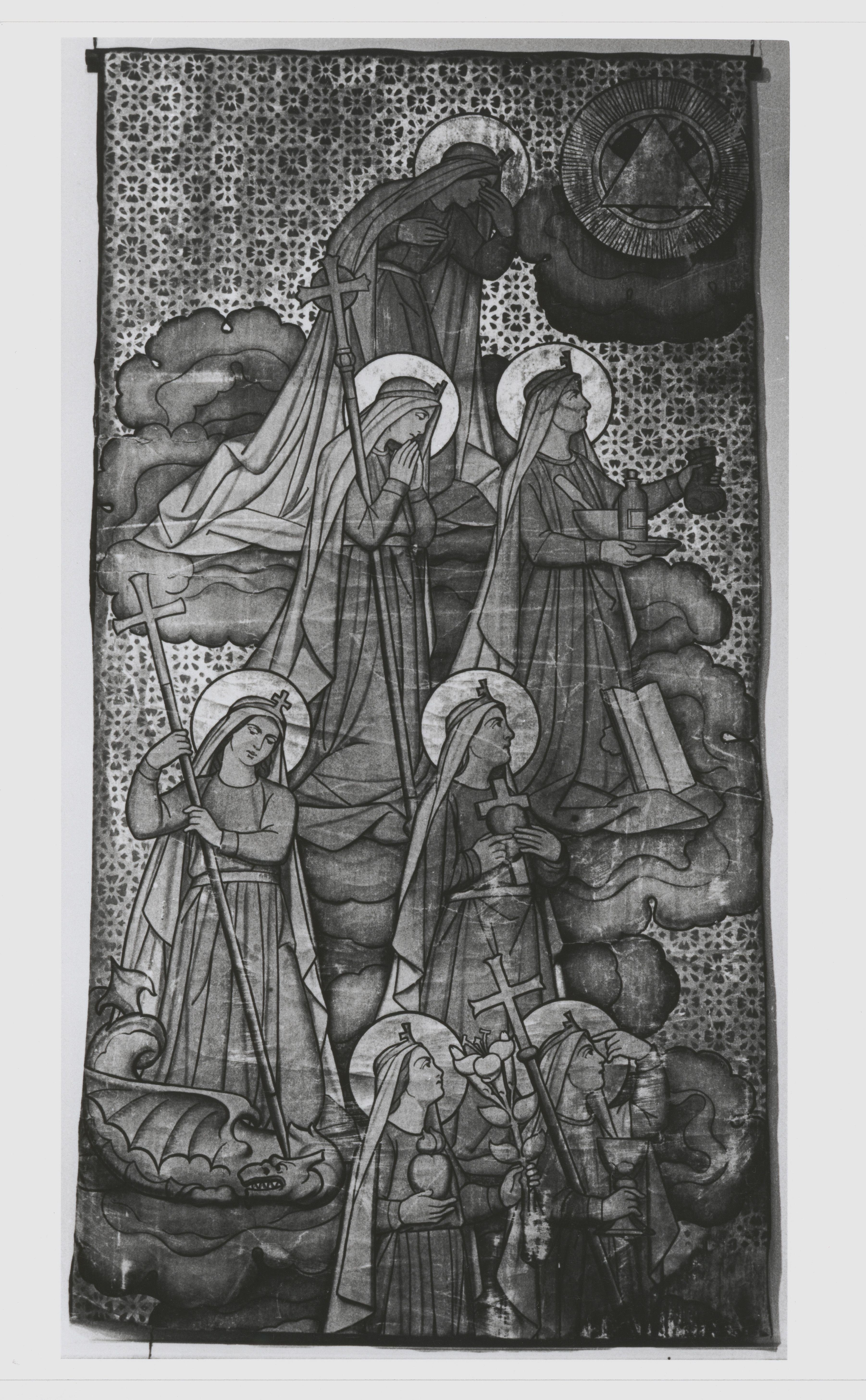
Oorspronkelijke wandschildering